# Бозсу
Бозсу́ (узб. Bo‘zsuv, Бўзсув; в некоторых источниках, преимущественно старых, пишется через дефис: Боз-су, Бўз-сув, в ряде дореволюционных картографических источников Боссу, Бос-Су) — магистральный ирригационный канал (арык) в Ташкентской области и городе Ташкенте, питающий водой большинство других каналов на территории столицы. Представляет собой протоку реки Чирчик, которая ещё в древности была преобразована в канал.
Средний расход воды — 110 м³/с. Высота устья — 253 м над уровнем моря.
Служит энергетическим трактом для каскада ГЭС.

## Этимология названий
Согласно Э. М. Мурзаеву, топоним Бозсу в Ташкентской области восходит к тюркскому слову боз. Этим словом именовалась степь, в которой растительность представлена злаками типа ковыля и типчака — целинные и залежные земли. Основное значение слова — «светлый, серый», с узбекского языка boz переводится как «целина». Изыскатель по ирригации А. Звягинцев приводит иную этимологию названия: «резвая свободная вода».
Небольшой участок Бозсу (около 4 км) на территории Старого города Ташкента, часто рассматривается как самостоятельный канал, известный под названиями Джангоб (узб. Jangob, Жангоб) и Лабзак (узб. Labzak arig‘i, Лабзак ариғи). Народное название Джангоб («ручей битвы») является более древним, оно отсылает к событиям около 1784 года, когда в овраге канала произошло сражение между жителями четырёх частей города за обладание Ташкентом (см. ниже). Название Лабзак фиксируется в источниках, начиная с XIX века. Это название происходит от словосочетания Лаби зах — «сырая земля» (тадж. лаби — «берег», тадж. заҳ — «сырой, влажный»).

## Общее описание
Вода в канал Бозсу поступает из реки Чирчик посредством деривационного канала, отходящего от Газалкентского гидроузла. Согласно одному взгляду, Бозсу начинается на территории города Чирчика, имея длину 138 км. Энциклопедии «Ташкент» и «Национальная энциклопедия Узбекистана» указывают значения длины канала от реки Чирчик до впадения в Сырдарью — 159 км и расхода воды в голове 310 м³/с, относя к течению Бозсу сам Деривационный канал.

Ташкент. Канал Бозсу́ на схеме рек и каналов города

Бозсу течёт по древним террасам правобережья Чирчика в общем направлении с севера-запада на юго-восток. Его русло имеет значительное количество поворотов и местами сильно меандрирует. Ширина русла достигает 10—20 метров, в нижнем течении проходит по узкому ущелью. В пределах Ташкента на протяжении 2,2 километра канал облицован.
Бозсу входит в число самых древних каналов, имеющихся на территории Ташкентского оазиса и на протяжении веков являлся одной из главных водных артерий Ташкента, протекая через его старый центр (в районе современной станции метро «Чорсу»). Согласно данным начала XX века, канал Бозсу обводнял городские земли и 12 питаемых им арыков.
За пределами старого центра города сбросовые и грунтовые воды по большей части вновь вливаются в единый канал. Таким образом, в русле самого Бозсу на территории Ташкента объём воды вначале резко уменьшается (из-за многочисленных отводов), а затем вновь увеличивается.
Среди картографических источников не существует единого мнения, где заканчивается канал Бозсу. Некоторые полагают, что канал Бозсу доходит лишь до старогородской части столицы, а новый канал, собирающий воды, является самостоятельным — ему дают название Нижний (Нижнее) Бозсу. Место окончания Бозсу в этом случае также определяется по-разному: либо до разделения на Анхор и Бурджар южнее проспекта Ислама Каримова, либо до разделения на Анхор и Калькауз на верхнем бьефе Шейхантаурской ГЭС (в этом случае участок от Шейхантаурской ГЭС до начала Бурджара считается верхним течением Анхора). В других источниках канал Бозсу рассматривается как единый на всём протяжении от реки Чирчик до реки Сырдарьи. В этом случае русло канала опять-таки могут проводить по разному: через участок, относимый в других трактовках к Калькаузу, арык Джангоб и Нижний Бозсу до его слияния с Актепой, либо через верхнее течение Анхора, верхнее течение Бурджара и канал Актепа (полностью). .
В 1971—1977 и 1995—2000 годах Бозсуйская система была реконструирована. В настоящее время арык Джангоб и начальный участок Нижнего Бозсу убраны в гидротехнические трубы. При проведении русла Бозсу через эти водотоки наземная связь между верхним и нижним течением не прослеживается: через территорию Старого города вода течёт под землёй, выходя на поверхность лишь в районе улицы А. Ходжаева.

## Верхнее течение
О канале между Газалкентским гидроузлом (после отхода от Чирчика) и нижним бьефом ГЭС Аккавак-1 (до подхода старого русла Бозсу), который в ряде источников считается частью Бозсу, см. статью Деривационный канал (Чирчик).
Бозсу является правобережным отводом реки Чирчик. В прошлом Бозсу начинался непосредственно от Чирчика (41°29′29″ с. ш. 69°36′40″ в. д.), вбирая затем воды Деривационного канала (41°26′24″ с. ш. 69°33′16″ в. д.). Сейчас вышележащий участок течения потерял связь с Бозсу.

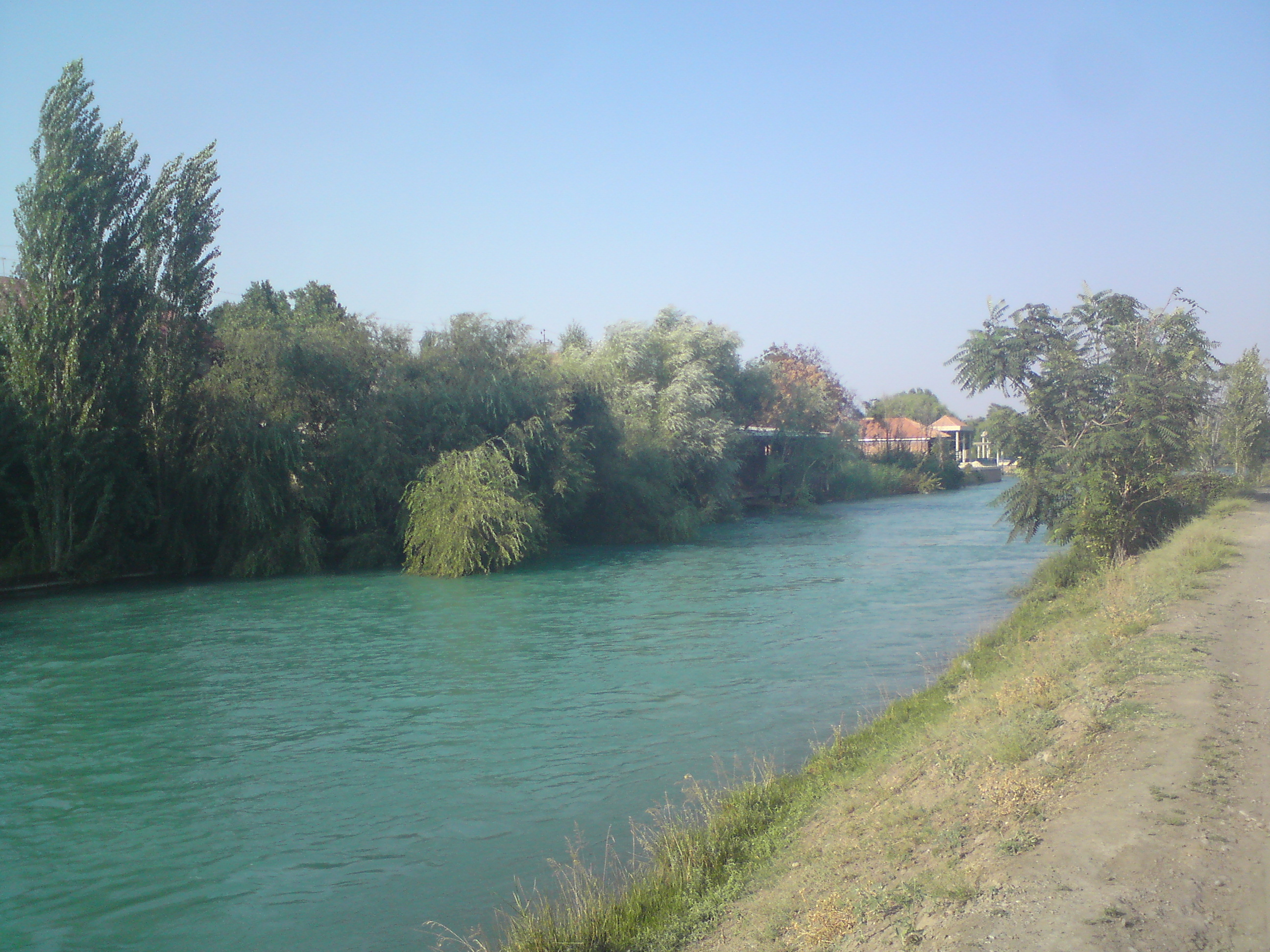
Бозсу в городе Чирчик

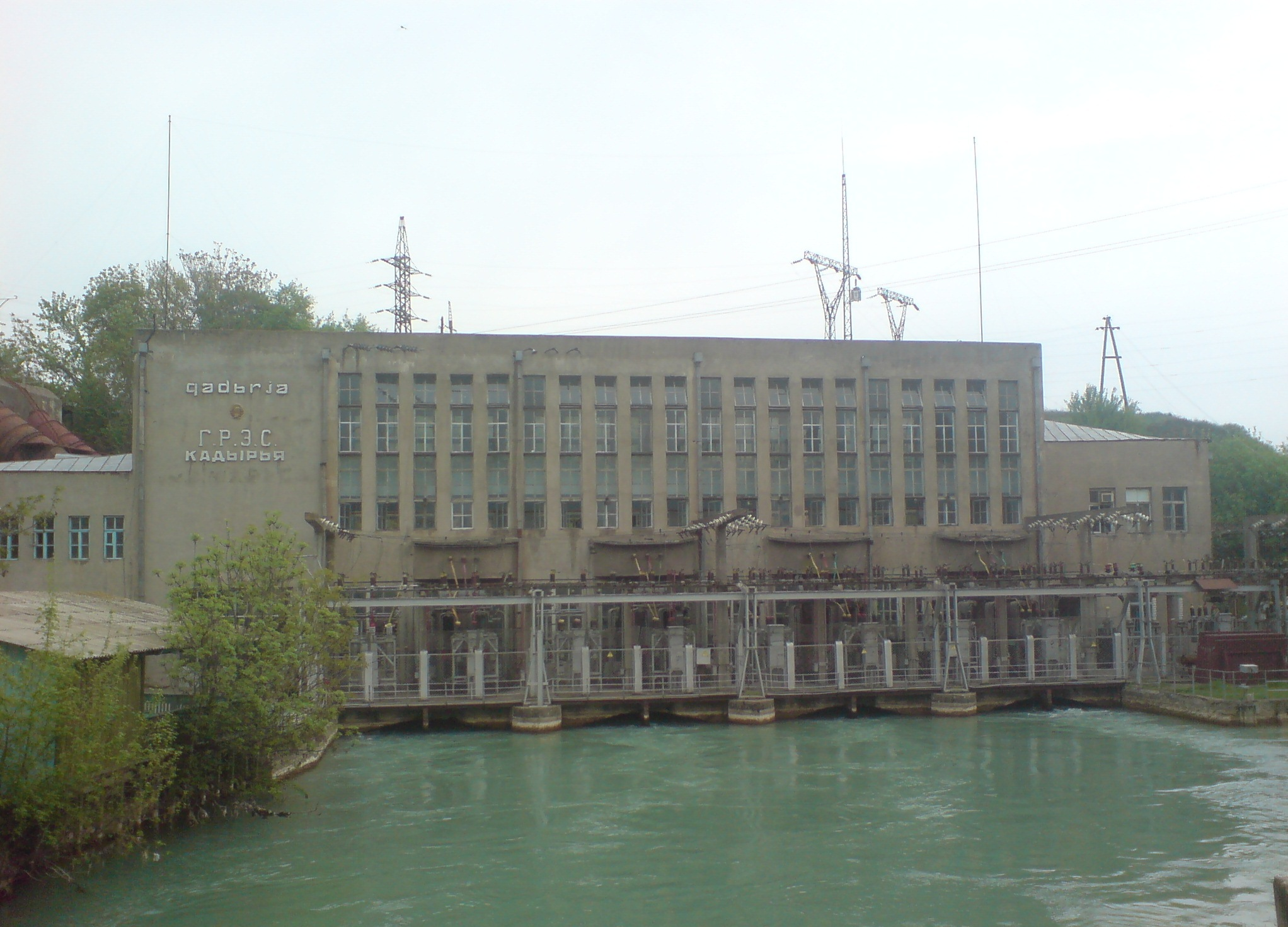
Кадырьинская ГЭС

Выходя из границ города Чирчика, протекает по территории Кибрайского района Ташкентской области, где построены гидроэлектростанции Акквак-2 (ГЭС № 15), Кибрайская (ГЭС № 11), Кадырьинская (ГЭС № 3), Саларская (ГЭС № 12), а также ТашГРЭС (на берегу, сток впадает в канал), берут начало крупные отводы Карасу (41°25′08″ с. ш. 69°31′19″ в. д.) и Салар (41°22′42″ с. ш. 69°20′50″ в. д.).
Далее течёт по территории Юнусабадского района города Ташкента (здесь располагается 1-я Бозсуйская ГЭС, берёт начало отвод Аккурган (41°20′57″ с. ш. 69°18′51″ в. д.), по границе Юнусабадского и Шайхонтохурского районов (небольшой участок). В Ташкенте канал пересекает ряд крупных магистралей: Ташкентскую Кольцевую Автомобильную Дорогу, проспект Амира Темура и Малую Кольцевую Дорогу, железнодорожную линию Ташкент — Оренбург (в районе о.п. 3362 км) и Юнусабадскую линию метрополитена (для последней построен мост-эстакада). На его берегах располагаются Мемориал памяти жертв репрессий, Ташкентская телебашня, Аквапарк и Узэкспоцентр. Питает озеро Аквапарка (создано в голове отходящего от Бозсу древнего арыка Чаули).
На канале Бозсу в Ташкенте в 1923—1936 гг. была построена Бозсуйская гидроэлектростанция (41°20′47″ с. ш. 69°18′27″ в. д.) — первая в составе Чирчик-Бозсуйского каскада ГЭС. Водохранилище этой электростанции сначала использовалось как искусственное озеро для отдыха жителей города — так называемая «Гидра». В настоящее время это водохранилище является одним из резервуаров системы Ташкентской водопроводной сети. Его можно видеть на приводимой схеме рек и каналов Ташкента — оно располагается через дорогу от территории нового ташкентского зоопарка и ботанического сада.
О канале между верхним бьефом Шейхантаурской ГЭС (после отхода Калькауза) и верхним бьефом Бурджарской ГЭС (до отхода Бурджара), который в ряде источников считается частью Бозсу, см. статью Анхор.
О канале между верхним бьефом Бурджарской ГЭС (после отхода Анхора) и Национальным парком имени А. Навои (до отхода Актепы), который в ряде источников считается частью Бозсу, см. статью Бурджар.
О канале между Национальным парком имени А. Навои (после отхода Бурджара) до нижнего бьефа Актепинской ГЭС (до слияния с Нижним Бозсу), который в ряде источников считается частью Бозсу, см. статью Актепа.

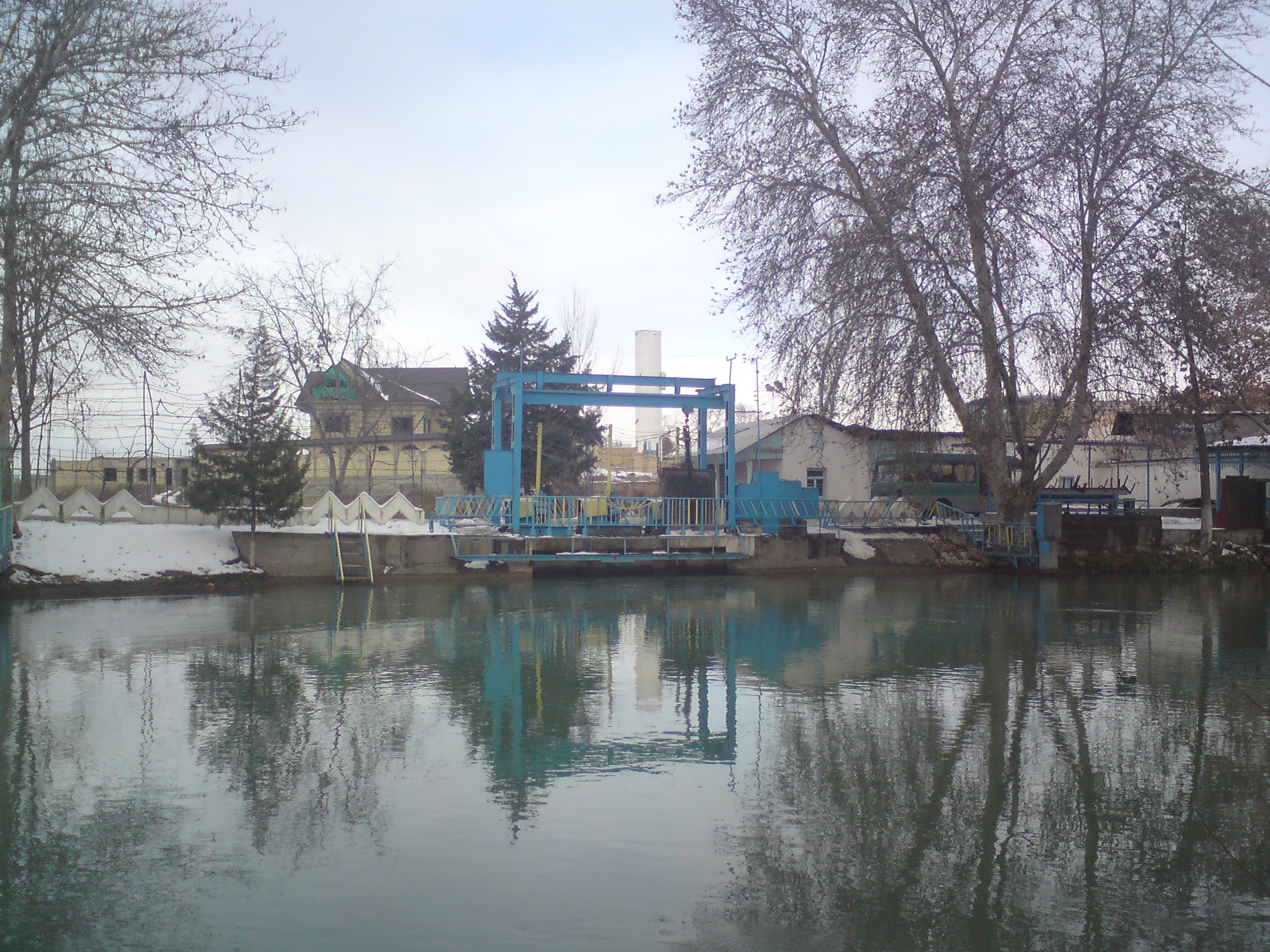
Верхний бьеф Шейхантаурской ГЭС, водоотделитель.
Справа — Бозсу, слева — Бозсу либо Анхор,
прямо за пропускным сооружением —
Бозсу либо Калькауз (по разным трактовкам)

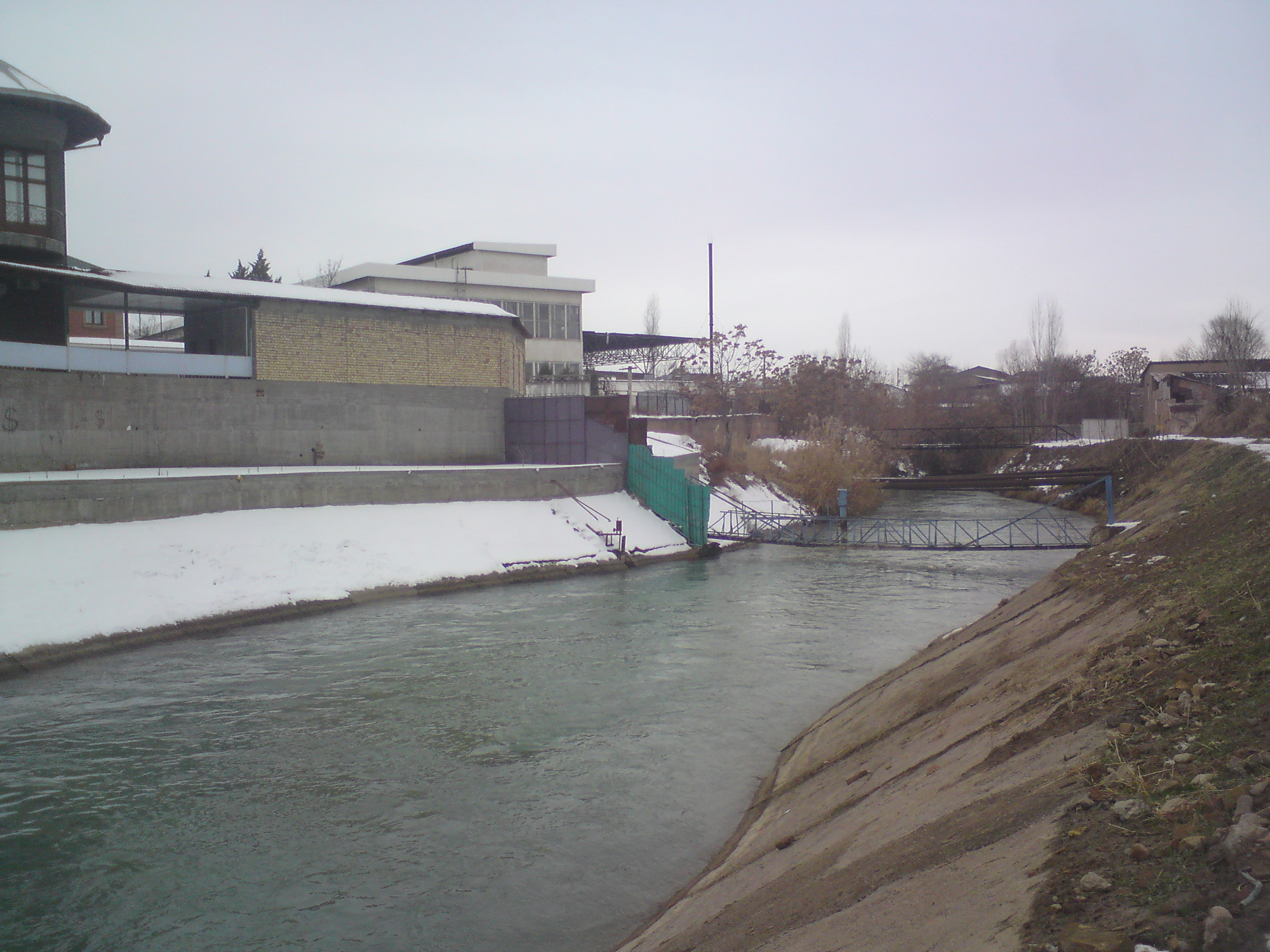
Бозсу (по другим трактовкам — Калькауз)
ниже водоотделителя

## Участок, также относимый к Калькаузу
Южнее старых Лабзакских ворот русло Бозсу разделяется на два канала. Водоотделительные сооружения ныне расположены за Малой Кольцевой дорогой (41°20′09″ с. ш. 69°16′25″ в. д.), на верхнем бьефе Шейхантаурской ГЭС. Название «Бозсу» могут распространять на любой из нижележащих каналов, либо не относить к обоим. Канал, который сохраняет прежнее южное направление, может также рассматриваться как начальный участок Анхора, а канал, отходящий вбок — как начальный участок Калькауза.
Далее Бозсу (Калькауз) течёт на запад, пересекает улицу Усмана Юсупова, после чего несколько отклоняется к северо-востоку.

## Канал Джангоб
Канал, известный под названиями Джангоб (или Джангох) и Лабзак, имеет длину около 4 км. В различных источниках Лабзак (Джангоб) именуется как отводом Калькауза, так и отводом Анхора.
Бозсу (Джангоб) пересекал практически весь старый (до 1865 года) Ташкент с северо-востока на юго-запад, протекая по центру Старого города и разделяя его на две половины. Он обводнял многонаселённые земли на территории Ташкента.
Бозсу (Лабзак) считался границей между даха Себзар и даха Шейхантаур, даха Кукча и даха Бешагач. В начале XX века Лабзак проходил по махаллям даха Шейхантаур — Турк, Лабзак, Мараим Халфа, Раискуча, Оркакуча, махалле Кошикчилик центрального базара, махаллям даха Себзар Занжирлик, Гиштмасжид, Казикуча, Тинчоб, Кичик Жангох, махаллям Поякилик, Ходжикуча-2, Ходжикуча-3 центрального базара, махаллям даха Кукча Ишкобод, Махкама, Ходабозор, махаллям даха Бешагач Сарчонпон, Эски Намазгох, махаллям центрального базара Ховузбог-1, Гулбозор, Чорсу. Ныне на этой территории расположены массив Жангох, парк имени Абдуллы Кадыри, рядом находятся станции метро «Чорсу» и гостиница «Чорсу». Рынок Эски Жува на берегу Джангоба сохранился поныне.
На данном участке в русле Бозсу начинала вновь собираться вода. В Джангоб впадало несколько крупных старогородских каналов, например, Регистан.
В настоящее время Джангоб на всём протяжении забран в гидротехнические трубы и проходит под землёй.

## Канал Нижний Бозсу
Согласно энциклопедии «Ташкент», канал Нижний Бозсу, собирающий сбросовые и грунтовые воды в юго-западной части города, образуется от слияния каналов Джангоб и Чорсу. В настоящее время он выходит на поверхность в районе улицы А. Ходжаева (41°19′11″ с. ш. 69°13′29″ в. д.).
Длина канала — около 90 км. Протекает по территории Шайхонтохурского и Учтепинского районов Ташкента, затем некоторое время течёт по границе города и, наконец, вытекает за его пределы.

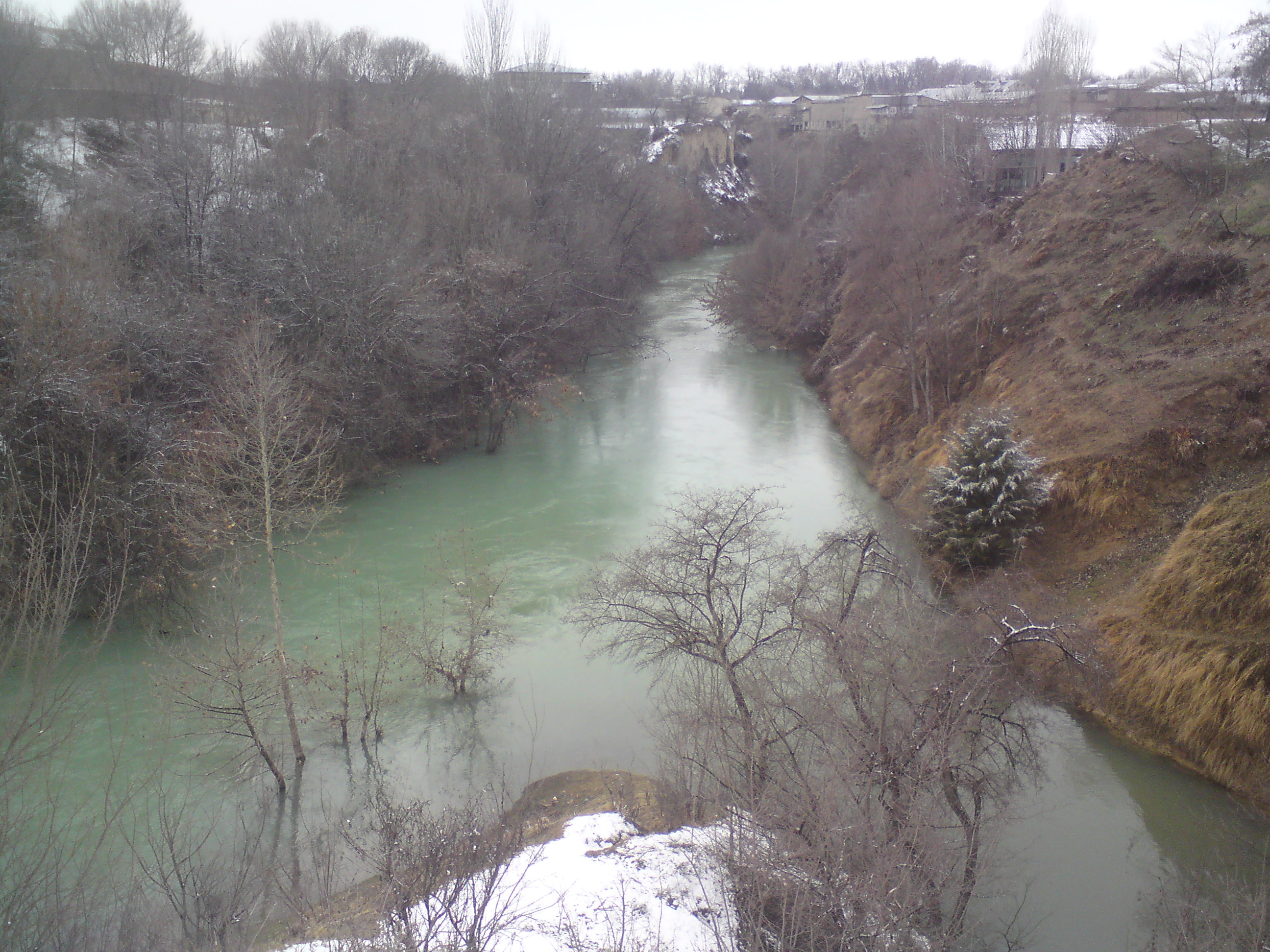
Канал Актепа (слева) впадает в Нижний Бозсу

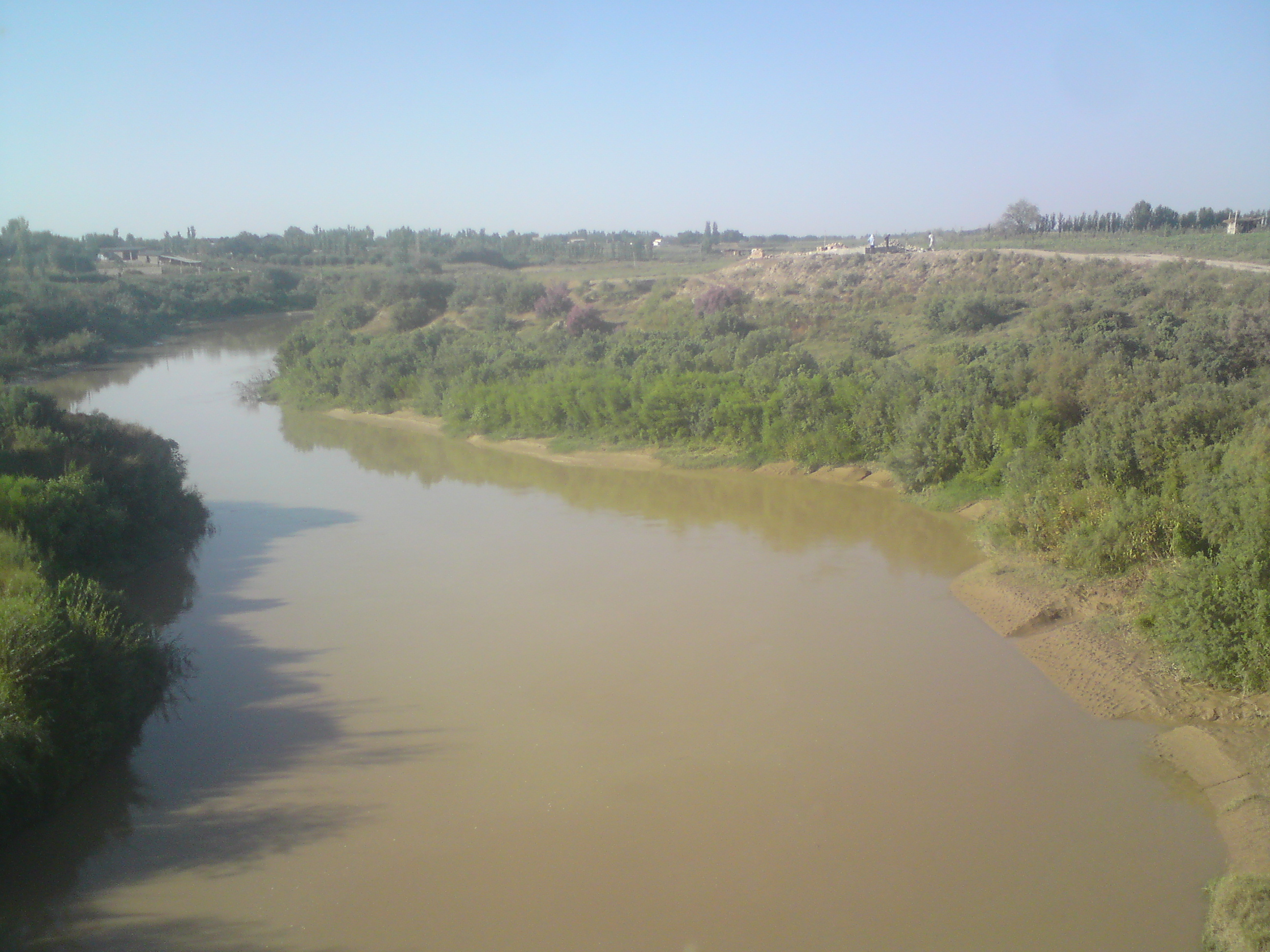
Нижний Бозсу у посёлка Янгиабад
(перед пограничным участком)

На территории Ташкента канал пересекает такие крупные проезды, как Малая Кольцевая Дорога, улица Фархад, Ташкентская Кольцевая Автомобильная Дорога. На берегу Нижнего Бозсу находятся НИИ туберкулёза, памятник Акмалю Икрамову, хокимият Учтепинского района. В него последовательно впадают каналы: Чукаркуприк (41°18′55″ с. ш. 69°13′03″ в. д.), Зах (41°18′42″ с. ш. 69°12′41″ в. д.), Актепа (41°18′12″ с. ш. 69°11′31″ в. д.), Каракамыш, неподалёку от канала расположен рынок Урикзор.
В Ташкентской области Нижний Бозсу протекает по территории Янгиюльского и Чиназского районов, где орошает более 2000 гектаров земель, пересекает железнодорожную линию «Келес — Узбекистан». Оставшиеся сбросовые воды впадают в реку Сырдарью (40°56′40″ с. ш. 68°38′29″ в. д.). Русло Нижнего Бозсу местами проходит в ущелье глубиной 30 метров.
На канале построены Нижнебозсуйская станция аэрации (590 тыс. м³ в сутки) и каскад Нижнебозсуйских ГЭС: Нижне-Бозсуйская-1 (ГЭС № 14), Нижне-Бозсуйская-2 (ГЭС № 18), Нижне-Бозсуйская-4 (ГЭС № 22), Нижне-Бозсуйская-6 (ГЭС № 24). По состоянию на 1983 г. проектировалось строительство ГЭС Нижне-Бозсуйская-5 и Нижне-Бозсуйская-5А. Близ Карасупской птицефабрики даёт начало Северному Ташкентскому каналу (41°12′42″ с. ш. 69°05′43″ в. д.).
По руслу Нижнего Бозсу перед впадением в Сырдарью проходят два участка государственной границы между Казахстаном и Узбекистаном.

## Отводы Бозсу
Бозсу даёт начало 23 отводам с расходом воды от 0,5 до 35 м³/с (по другим данным, с обеих сторон от Бозсу отходит, в общей сложности, 25 арыков). Более 10 из них являются межрайонными (протекающими более, чем по одному району Ташкентской области) каналами.
Бозсу и ряд его отводов, проходя по территории Ташкента, обводняют земли города. В начале XX века А. И. Добромыслов перечислил 12 таких арыков: Карасу, Салар, Анхор, Калькауз, Ялангач, Гадраган, Ивиш, Кынграк, Дарбазакент, Байтык-курган, Уймаут и Юз . До вхождения Ташкента в состав Российской Империи и строительства Нового города древний отвод Бозсу Калькауз служил главным источником водоснабжения для его жителей. В настоящее время эту роль вместе с ним играют каналы Анхор, Салар и Карасу.
Общая площадь орошаемых Бозсу земель в столичной области составляет 89 308 га, из них 19 323 га — непосредственно на территории Ташкента.

## Исторические события

### Стоянки первобытных людей
По берегу протоки Бозсу (участок, относимый к Нижнему Бозсу) близ Ташкента располагался ряд стоянок мустьерского и верхнепалеолитического периода, известные как Бозсуйские поселения.
На левом берегу протоки Бозсу (участок, относимый к Нижнему Бозсу, у пересечения с Ташкентской Кольцевой Автомобильной дорогой) располагалась одна из древнейших стоянок человека на территории Ташкента — Кушилиш. Её возраст составляет около 10 тысяч лет, что соответствует мезолиту.

### Постоянные поселения
В период создания постоянных поселений на территории Ташкента система оросителей Бозсу — Калькауз — Каракамыш осваивалась наряду с более древней в использовании системой Джун — Салар — Карасу. Здесь появлялись некоторые поселения 2-й (V—XIII век н. э.) и поселения 3-й очереди (IX—XIII век н. э.) освоения.
Постоянное селение, привязанное к Бозсу, известно как городище Чиланзар Актепа и находится к северу от впадения канала Актепа. Чиланзар Актепа было обжито в IV—VIII и X—XI веках.
После арабского завоевания и разрушения Мингурюка новая столица Чача переносится на берега Джангоба. Этот город описывается средневековыми авторами под названием Бинкет. Источники свидетельствует, что в Бинкете существовала высокоразвитая оросительная сеть, питаемая водами Бозсу и Калькауза. Арыки протекали через каждый двор, и в предместьях (рабаде) зеленело множество садов. Крупные каналы заходили и в центральную часть города — шахристан, а сама цитадель (арк) была заложена между Джангобом и отводом Калькауза Регистан.
По всей вероятности, в этом же месте располагалась и крепость, которую в 1580 году штурмовали войска Абдуллахана II. Из сочинения Хафизи Таныша известно, что при осаде Ташкента хан велел запрудить канал на выходе из крепостных стен. Вначале эта мера обернулась серьёзными неудобствами для нападавших: вода отрезала проходы к городу, плотину пришлось уничтожить и дожидаться, когда земля высохнет. Но оборонительные сооружения оказались подмокшими и при штурме не составило труда их разрушить. Каналом, сыгравшим роковую роль, следует считать участок Бозсу Джангоб.
Около 1740 г. владение землями у начала Бозсу позволило изгнанному казахскому хану Тюлебию, тем не менее, взимать с Ташкента дань в 40 тысяч таньга, которую он прежде получал как правитель. Татарский купец Шубай Арсланов, посетивший город в 1741 году, свидетельствует: «он Тюлебий с таким утеснением Ташкенту учинил, что ежели и захочет тот текущий туда канал, то тот-час запрудит и в другую сторону пустить может, от чего ташкентцы принуждены могут быть за удержанием на пашни воды помереть».

Бозсуйская ГЭС. Фотография 1927 года

В XVIII—XX веках, когда Ташкент делился на районы — даха, — бывшие де-факто отдельными поселениями, одна из разграничительных линий практически полностью проходила по руслу Бозсу. К северу от неё располагались даха Кукча и Сибзар, к югу — Шейхантаур и Бешагач. В 1784 году в овраге, где протекал Бозсу, произошло вооружённое столкновение между жителями четырёх даха, в котором хаким Шейхантаура Юнусходжа одержал победу. Это позволило ему овладеть всем Ташкентом и основать Ташкентское государство. С тех пор участок течения Бозсу у городского базара и получил название «Джангоб» — «ручей битвы».

### Новый и новейший период
В 1865 году, при втором штурме Ташкента, генерал М. Г. Черняев, велел разрушить плотину на Чирчике в истоке Бозсу, что лишило воды жителей осаждённого города и ускорило его сдачу.
До 1936 года забор воды в Бозсу происходил несколько выше кишлака Байткурган и составлял 90 м³/с. Орошаемые каналом земли занимали площадь около 65 тысяч гектаров. В результате строительства ГЭС Чирчик-Бозсуйского каскада вода в канал стала поступать от гидроузла в городе Газалкенте.